# Alseodaphne micrantha
Alseodaphne micrantha là một loài thực vật thuộc họ Lauraceae. Đây là loài đặc hữu của Malaysia. Chúng hiện đang bị đe dọa vì mất môi trường sống.